# 五福礦場
五福礦場是香港歷史上一個位於大磨刀島的石墨礦場，於1952年至1971年期間由五福礦業運營，其開採的大部分高質產品出口到英國和美國；較低質者用作香港本地製磚業的燃料。1955年，該礦場產石墨1500噸。1950年代末更增至3000-3500噸。

## 歷史
1923年，C M Heanley博士首次記錄到在大磨刀島西南角發現石墨。1951年8月，包括Tang Hon Fung先生在內五人以10萬港幣的資本，成立了五福礦業公司。申請採礦許可證後，開始在大磨刀島開採石墨。該礦場於1971年停止運營，並於1973年採礦許可證到期時正式關閉。

## 石墨礦床
大磨刀島北部由砂岩和粉砂岩構成，西南部由泥岩和頁岩構成。在西南部泥岩層和頁岩中，存在一系列向東北偏北傾斜約60度之石墨層。石墨層約於石炭紀形成，成因係岩漿活動所產生的熱力變質作用。石墨層的厚度從0.3米到3米不等，平均約為1m，但深度據說超過300米。石墨層的碳含量通常很高，約為80％。 

## 開採情況
礦場一般採用下行梯段回採法（underhand stoping）開採石墨 。由於石墨層及其他沉積岩較軟弱，容易倒塌，所以採空的部份會以廢料回填，坑道也會以木材鞏固。由於開挖深度最深達至海平面以下90米，礦井安裝了水泵，持續從最低的隧道中抽走地下水，並且裝有抽風機維持礦井通風。由於石墨較軟，礦工多採用鎬和鏟子開採即可，僅在遇到堅硬岩石時才爆破。
島上大約有30名礦工住在小屋中。他們的食物、水和物資由小船從屯門(當時稱為青山)運到該島。礦場設施，包括小型發電廠、碼頭、辦公室、曬乾石墨的平台都集中在大磨刀島的西南角。

## 其他
除大磨刀島之外，五福礦業也曾取得深涌附近鵝頸咀的採礦許可證，但未有證據顯示有商業開採。
香港於1961年有石墨加工廠，將石墨研磨成石墨粉。